# Africa (пісня)
 Africa  — це пісня каліфорнійського гурту Toto. Авторами композиції стали
піаніст Девід Пейч та барабанщик Джефф Поркаро. Пісня є найвідомішею у репертуарі гурту і як правило виконується на всіх концертах Toto.
Ця композиція була видана третім синглом з альбому «Toto IV». У лютому 1983 року вона досягла першої сходинки Billboard 200, а також третього місця у хіт-параді Британії.

## Композиції
Сторона А
1. Africa	4:23

Сторона Б
1. Good For You 	3:18

## Місце у чартах
| Чарт                   | Місце |
| ---------------------- | ----- |
| Media Control Charts   | 4     |
| U.S. Billboard Hot 100 | 1     |
| UK Singles Chart       | 3     |

## У поп-культурі
«Africa» ввійшла до саундтреку гри Grand Theft Auto:Vice City Stories, де її можна почути на вигаданій радіо-станції "Emotion 98.3".

## Відомі кавери
Наприкінці травня 2018 року відомий американський інді-рок рок гурт Weezer на прохання в Твіттері від шанувальника гурту з зробив кавер на пісню Toto Africa. Кавер пісні від Weezer відразу став надзвичайно популярним і набрав більш як 1 млн. переглядів на Youtube менш як за 24 години.